# Alabama State Route 36
Die Alabama State Route 36 (kurz AL 36) ist eine in Ost-West-Richtung verlaufende State Route im US-Bundesstaat Alabama.
Die State Route beginnt an der Alabama State Route 33 in Wren und endet nach 58 Kilometern östlich von Lacey's Spring am U.S. Highway 231.

## Verlauf
Ab Wren verläuft die Straße in östlicher Richtung und trifft in Speake auf die Alabama State Route 157. Im Zentrum von Hartselle wird sie vom U.S. Highway 31 gekreuzt und passiert östlich der Stadt die Interstate 65. Ab dem Kreuz mit der State Route 67 in Stringer verläuft die AL 36 in Richtung Nordosten, bis sie östlich von Lacey's Spring am US 231 endet.

## Geschichte
Die Alabama State Route 36 wurde ursprünglich im Jahr 1940 zwischen Courtland und Double Springs eröffnet. Nach 17 Jahren wurde die Strecke aber zur State Route 33 zugeordnet und im gleichen Jahr wurde der Abschnitt zwischen Wren und Lacey's Spring mit der Nummer 36 ausgezeichnet. Diese Zuordnung ist noch immer aktuell.